# Сомоса, Хосе Карлос
Хосе́ Ка́рлос Сомо́са (исп. José Carlos Somoza; род. 13 ноября 1959, Гавана, Куба) — испанский писатель.

## Биография
Родился на Кубе, однако уже в 1960 году семья по политическим причинам покинула страну и переехала в Испанию. Семья поселилась в Кордове, где Хосе Карлос Сомоса окончил школу. Высшее образование он получил на медицинском факультете Мадридского университета, его специализация — психиатрия. Почти сразу после завершения учебы принимает решение стать писателем, рассылая свои работы издательствам.
Сейчас он успешный и популярный в Европе писатель, автор детективов и нескольких фантастических романов. Лауреат следующих литературных премий: Silver Dagger Awards и Gold Dagger Awards, Премия Надаля, Театральная премия Сервантеса, Премия Café Gijon.
Проживает в Мадриде, женат, отец двоих сыновей.

## Экранизации
- Тайна седьмой музы (2017) — по мотивам романа «Дама номер тринадцать» (исп. La dama número trece)